# Vesta Rupes
Vesta Rupes is een steile klif op de planeet Venus. Vesta Rupes werd in 1982 genoemd naar Vesta, godin van het haardvuur in de Romeinse mythologie.
De klif heeft een lengte van 788 kilometer en bevindt zich aan de zuidrand van Lakshmi Planum in het quadrangle Lakshmi Planum (V-7).